# Twierdza Kastel
Twierdza Kastel (serb. Тврђава Кастел; Tvrđava Kastel) – zabytkowa, XVI-wieczna twierdza na lewym brzegu rzeki Vrbas w centrum Banja Luki – stolicy Republiki Serbskiej, położonej na obszarze Bośni i Hercegowiny.

## Historia
Najstarszymi śladami stałego pobytu ludzi w miejscu, w którym znajduje się twierdza Kastel, są odnalezione na jej terenie pozostałości neolitycznej osady. Pierwsze umocnienia w tej lokalizacji powstały już za czasów starożytnego Rzymu – odnajdywano tu ślady obozu rzymskiego (castrum Romanum), między innymi ówczesne monety, ceramikę czy elementy architektury; podczas budowy mostu przez Vrbas w 1885 roku natrafiono także na ołtarz Jowisza, uważany za jedno z najważniejszych znalezisk tego obszaru. Lokalizacja ta miała strategiczne znaczenie dla Rzymian: imperium było narażone na częste ataki ludów barbarzyńskich, a przez dorzecze Vrbas przebiegała jedna z dogodniejszych dróg dla najeźdźców.
Znajdują się tu także ślady osadnictwa wczesnosłowiańskiego, datowane na okres wczesnego średniowiecza (od VIII do XII wieku). Niektóre przypuszczenia wskazują, że w tym miejscu znajdowało się starożytne bośniackie miasto Vrbas.

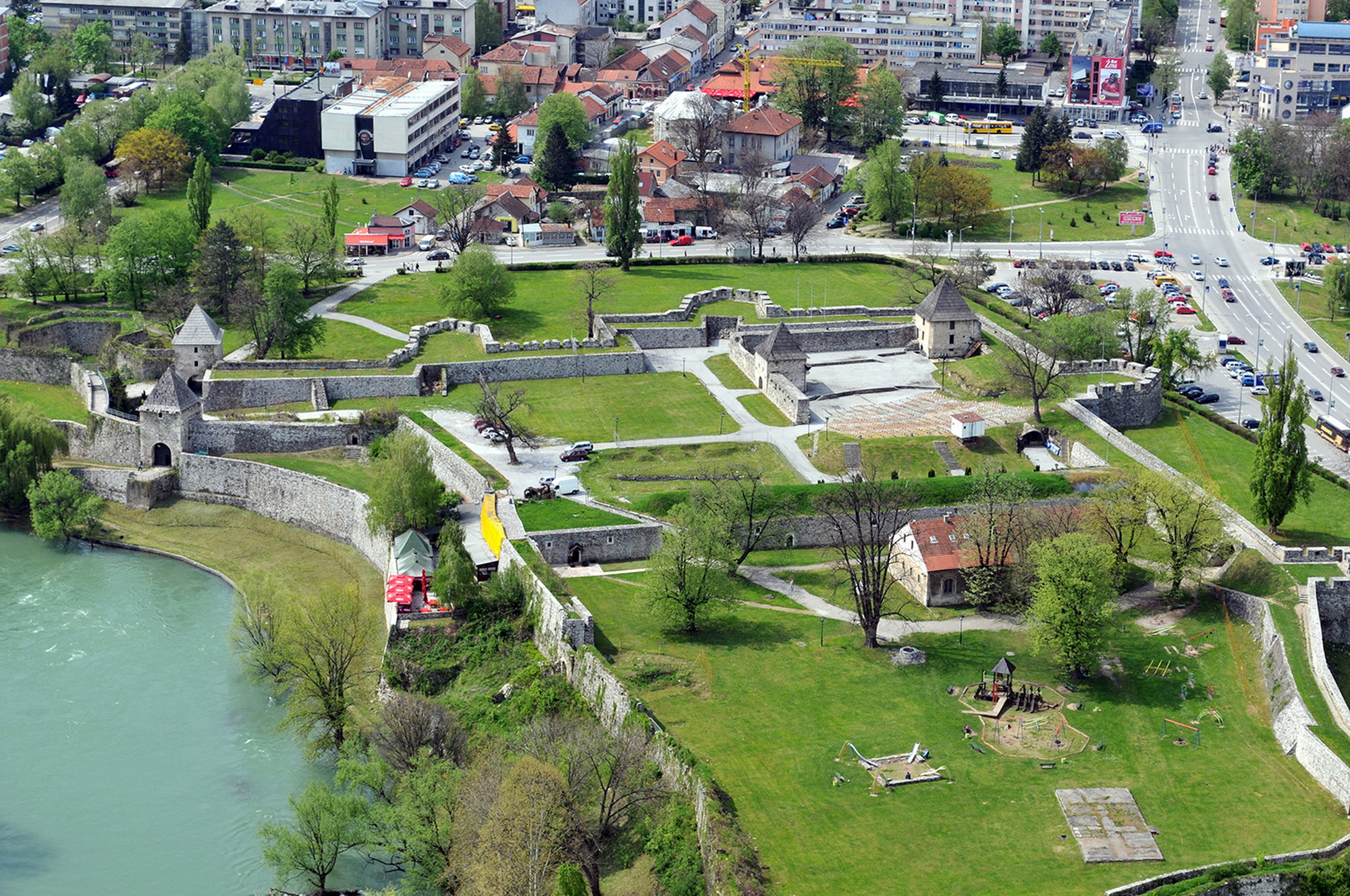
Widok z góry na twierdzę Kastel

Nie wiadomo kiedy dokładnie rozpoczęto budowę twierdzy w obecnej formie. W dokumencie z 1525 roku określono, że Banja Luka jest w rzeczywistości nazwą fortu o nazwie „Castell Nostro Bagna Luca”. Z treści tego dokumentu można także wywnioskować, że twierdza Banja Luka została zbudowana po 1463 roku na miejscu starszej i mniejszej fortyfikacji, jako forteca z dziewięcioma bastionami, dwiema wieżami w obrębie murów i centralną zbrojownią, stanowiąca część systemu obrony Królestwa Węgier przed Imperium Osmańskim (granica przebiegała na rzece Vrbas). Badania archeologiczne wskazują na pochodzenie niektórych fragmentów fortecy z początków średniowiecza, co czyni twierdzę najstarszym zabytkiem Banja Luki.
W latach 80. XV wieku, w okresie okupacji osmańskiej, gdy obszarem tym władał pasza Ferhat Sokolović, nastąpiła intensywna rozbudowa fortecy – najpierw zbudowano na miejscu obecnej twierdzy ufortyfikowany arsenał, a około dziesięciu lat później przekształcono go w prawdziwe, ufortyfikowane miasto.
Forteca była rozbudowywana również w XVII wieku, a ostateczne rozmiary – około 48 000 m², w tym około 26 610 m² w obrębie głównych murów – uzyskała w 1714 roku. Twierdza odegrała szczególną rolę w konflikcie, który rozpoczął się 14 lipca 1737 roku, kiedy to Austria wypowiedziała wojnę Imperium Osmańskiemu. Po zdobyciu Gradiški i bitwie pod Jurkoviciem, 27 lipca wojska austriackie rozpoczęły oblężenie Banja Luki z żądaniami bezwarunkowej kapitulacji miasta. Po odmowie Turków rozpoczęto ostrzał armatni twierdzy Kastel (szacuje się, że do 4 sierpnia wystrzelono około 1800 pocisków armatnich). Oblężenie zakończyło się przybyciem wojsk tureckich, na których czele stał pasza Hećimoglu Ali, wskutek czego doszło do bitwy pod Banja Luką (4 sierpnia 1737), zakończonej ucieczką sił austriackich.
W następnym stuleciu warownie w Europie – w tym i twierdza Kastel – zaczęły tracić na znaczeniu militarnym i politycznym. Po I wojnie światowej forteca znalazła się na obszarze Królestwa Serbów, Chorwatów i Słoweńców, a następnie banowiny vrbaskiej Królestwa Jugosławii. Do 1959 roku twierdza Kastel nadal służyła celom wojskowym. Od lat 60. XX wieku jej obszar był wykorzystywany do różnych celów: zbudowano tu m.in. scenę letnią i budynki Narodowego Muzeum Wojny Wyzwoleńczej.

## Prace konserwatorskie
Przez lata, będąca własnością armii, twierdza stopniowo ulegała zniszczeniom. Wśród głównych szkód w momencie objęcia ochroną prawną wymieniono: pęknięcia murów, w niektórych miejscach grożące zawaleniem konstrukcji; zagrożenie wału przez porastającą go roślinność; fatalny stan dachów i drewnianych konstrukcji wież, powodujący również niszczenie ich ścian przez warunki atmosferyczne; rozebranie północnej połowy jednej z wieży prowadzącej do Vrbas; niekontrolowane porośnięcie roślinnością arsenału. Warowny zespół od połowy XX wieku został poddany szeregowi prac restauracyjnych i konserwatorskich. Do odbudowy twierdzy przystąpiono w 1963 roku (po ostatecznym opuszczeniu przez Jugosłowiańską Armię Ludową), jednak kolejne uszkodzenia spowodowało trzęsienie ziemi w 1969 roku (zwłaszcza na murach wschodnich i południowych oraz na terenie koszar artyleryjskich). Od tego czasu wciąż prowadzi się prace naprawcze:
- 1969–1975 odbyła się interwencja Republikańskiego Instytutu Ochrony Zabytków Kultury Bośni i Hercegowiny[1].
- 1976–1984 – prace na fragmentach twierdzy, w tym:
  - 1980–1982 – podłączenie do kanalizacji, wodociągu, mediów; zamknięcie dzikich przejść do i na terenie twierdzy;
  - 1982–1984 – urządzenie arsenału południowego, usunięcie nawałów ziemi z kazamat[1].
- 2002 – za sprawą działań organizacji Cultural Heritage without Borders (CHwB) zmodyfikowano konstrukcję dachu wieży bramnej[1].

W roku 2012 przez Unię Europejską zostało przyznane dofinansowanie na rekonstrukcję budynku w wysokości 2,5 mln euro, a w 2013 roku kolejne, tym razem na kwotę 1,13 miliona euro.
Obecnie twierdza ma status prawny „pomnika narodowego Bośni i Hercegowiny” (bośn. nacionalni spomenik Bosne i Hercegovine). Na terenie fortecy znajduje się restauracja, galeria i plac zabaw dla dzieci. Odbywają się tam także liczne festiwale i koncerty.

## Galeria

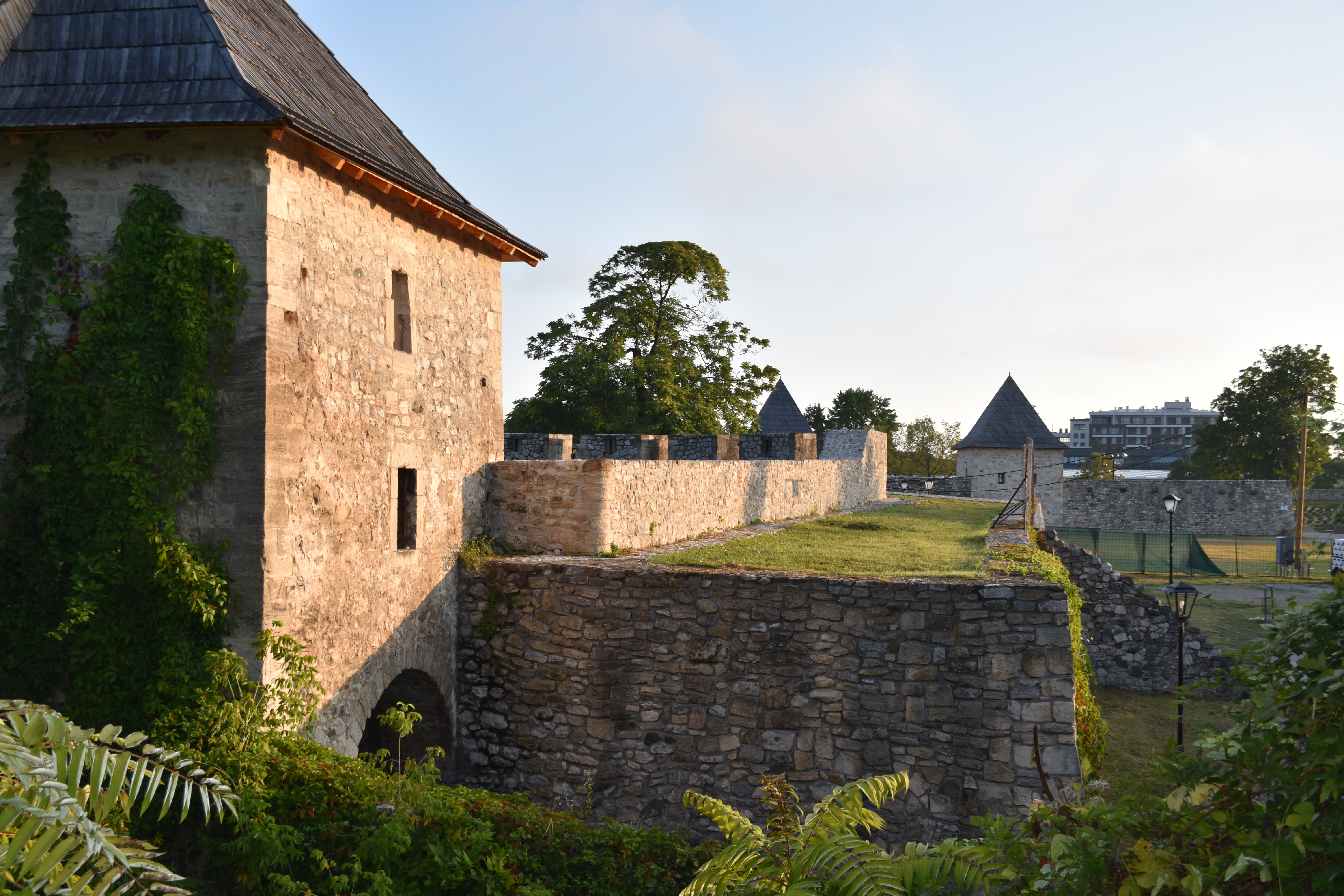
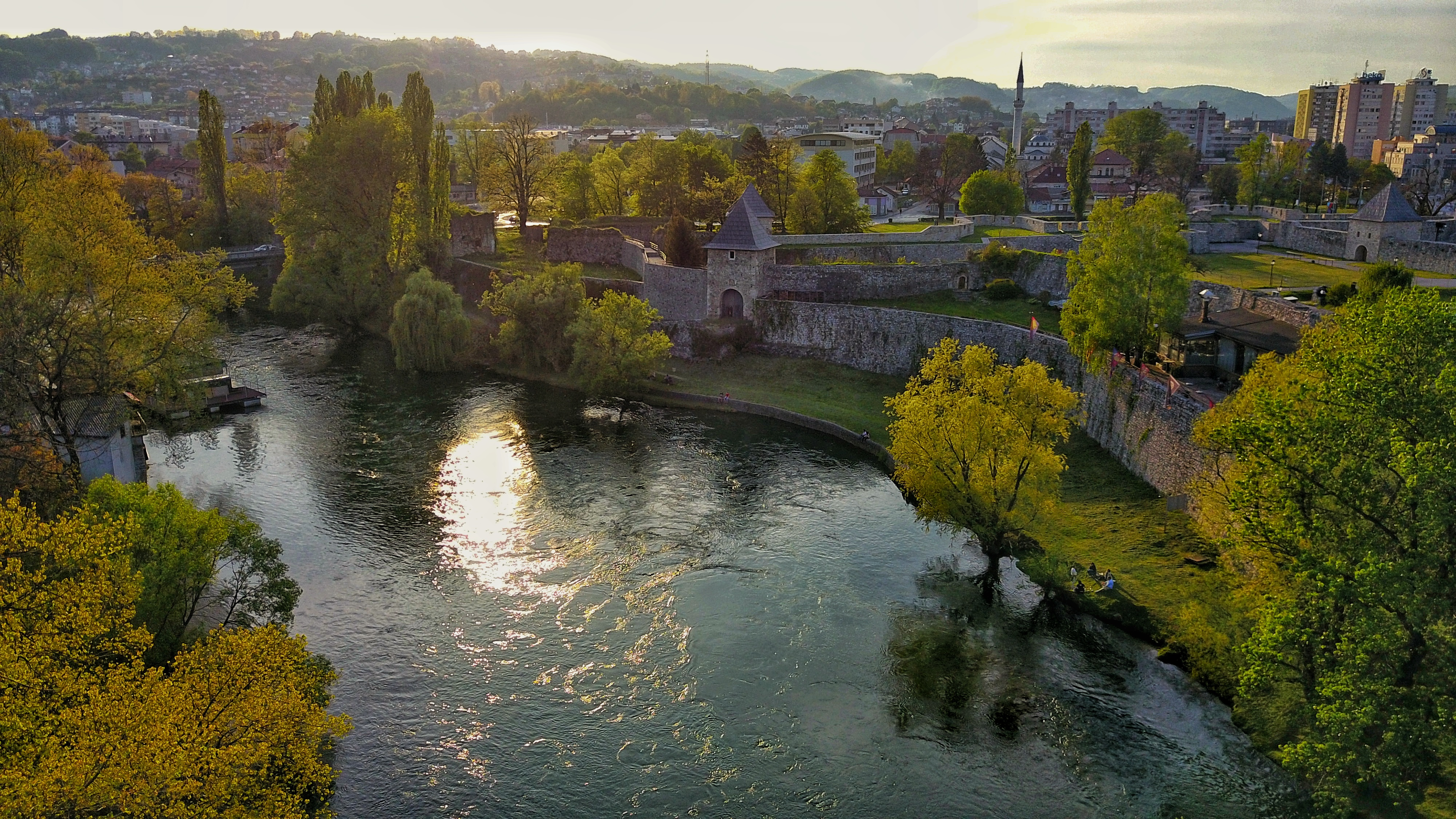
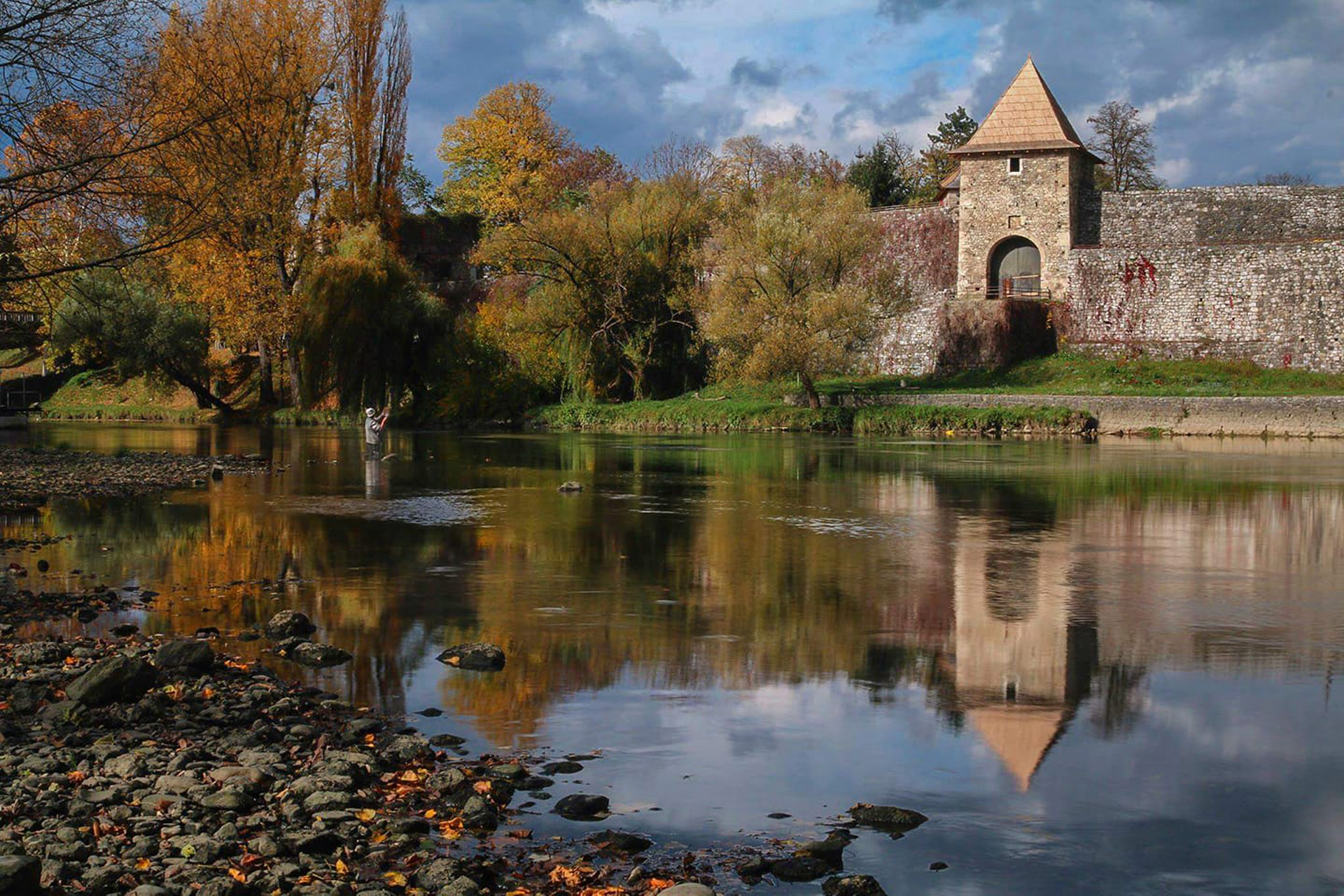
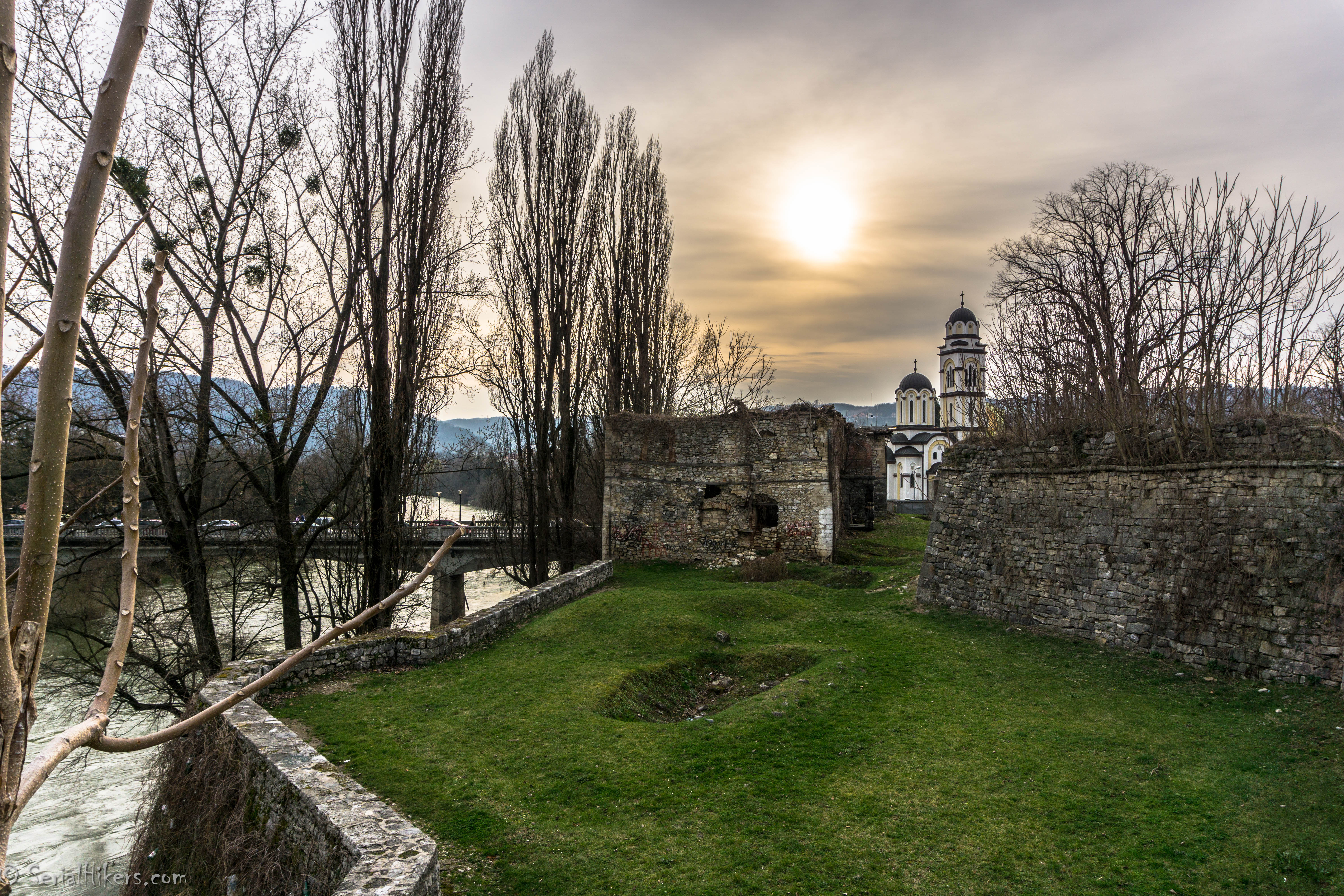
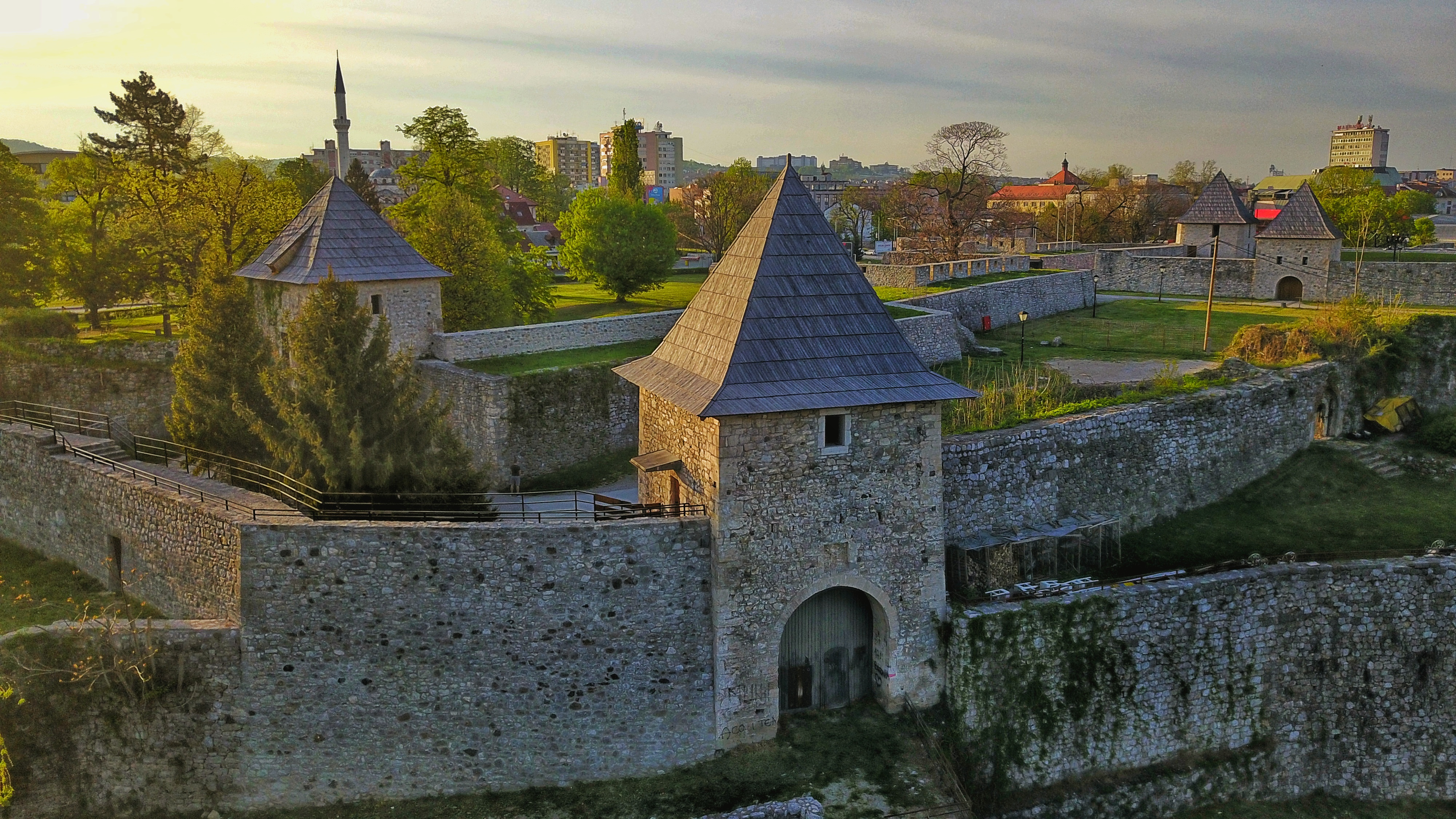
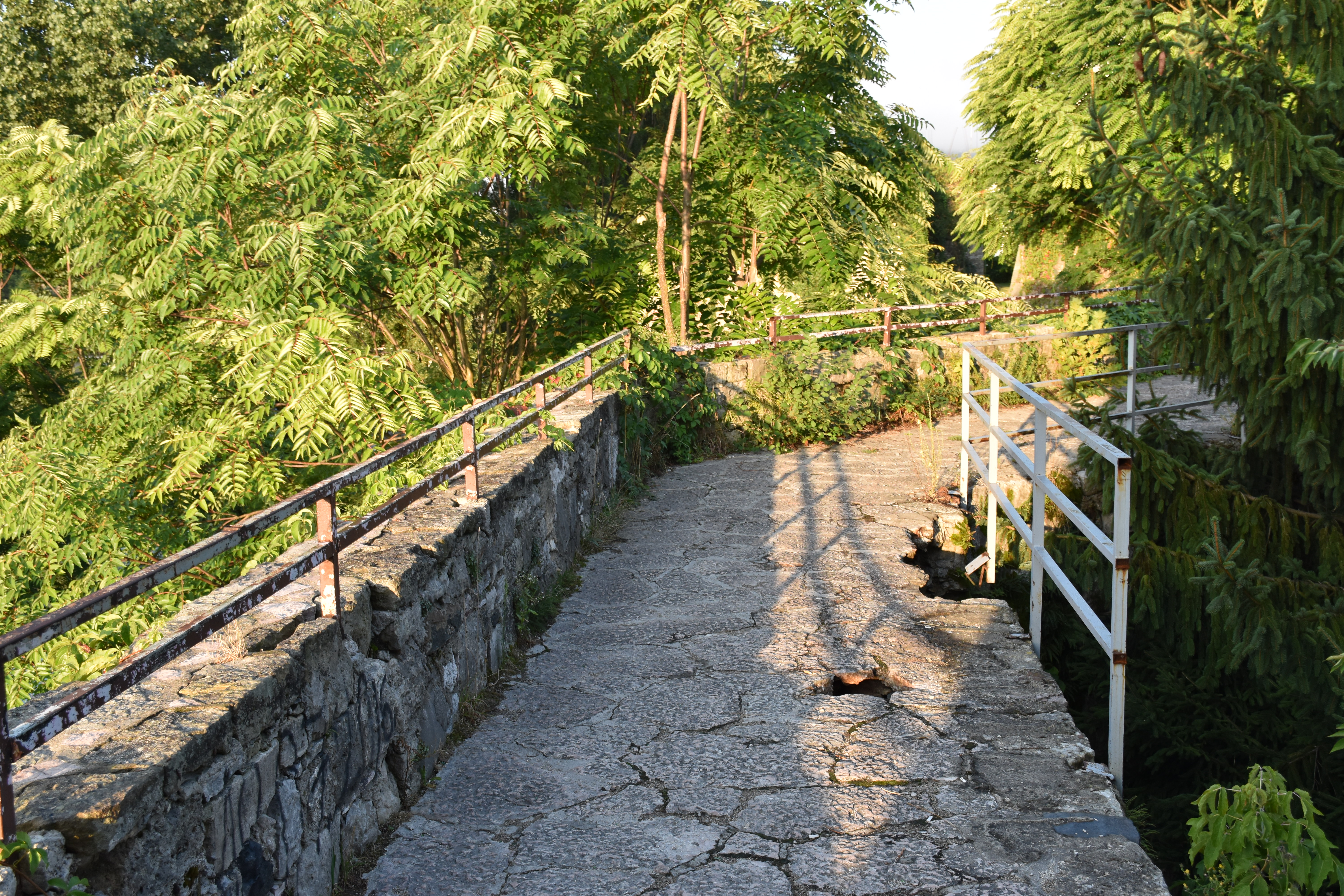
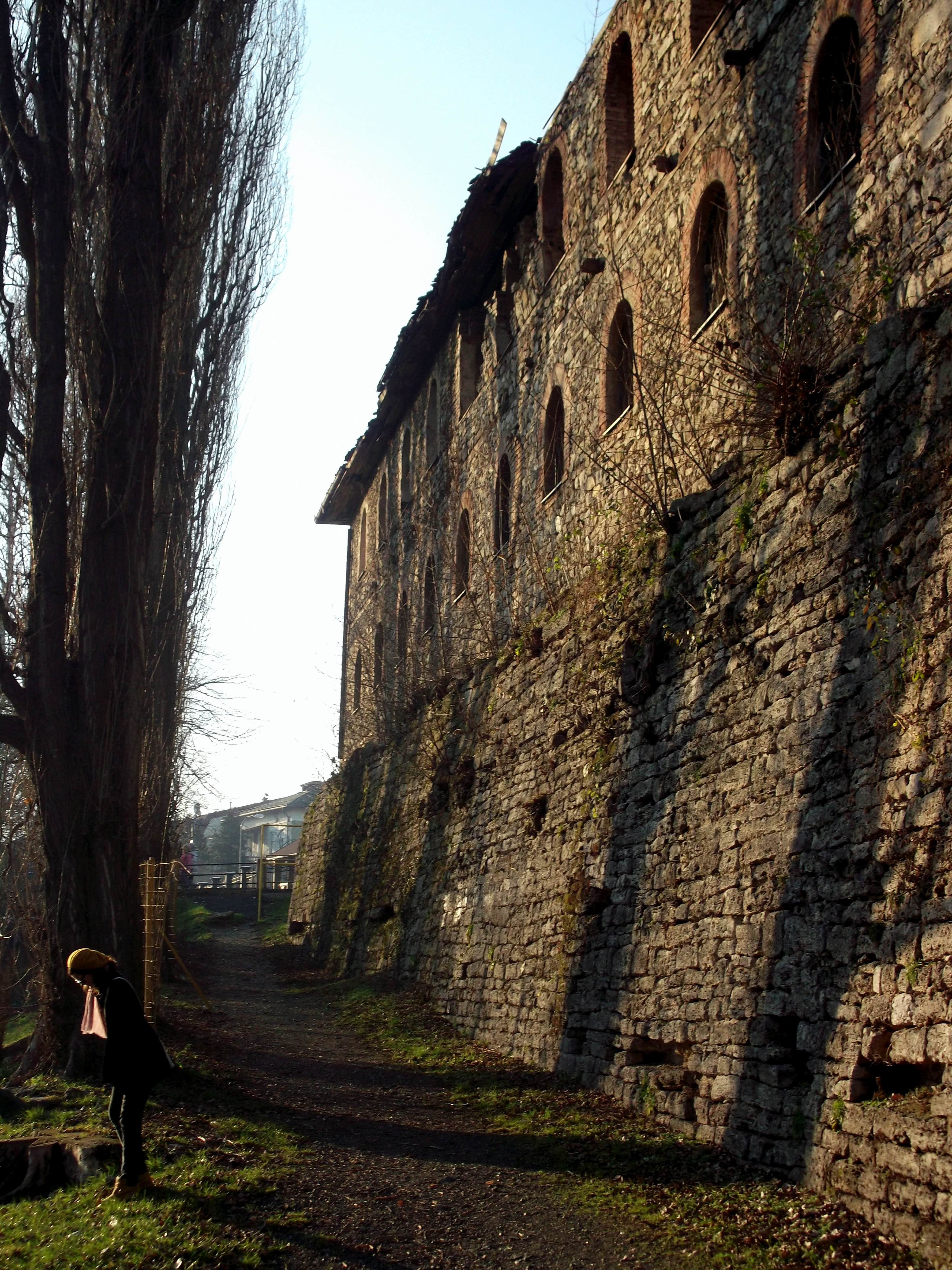
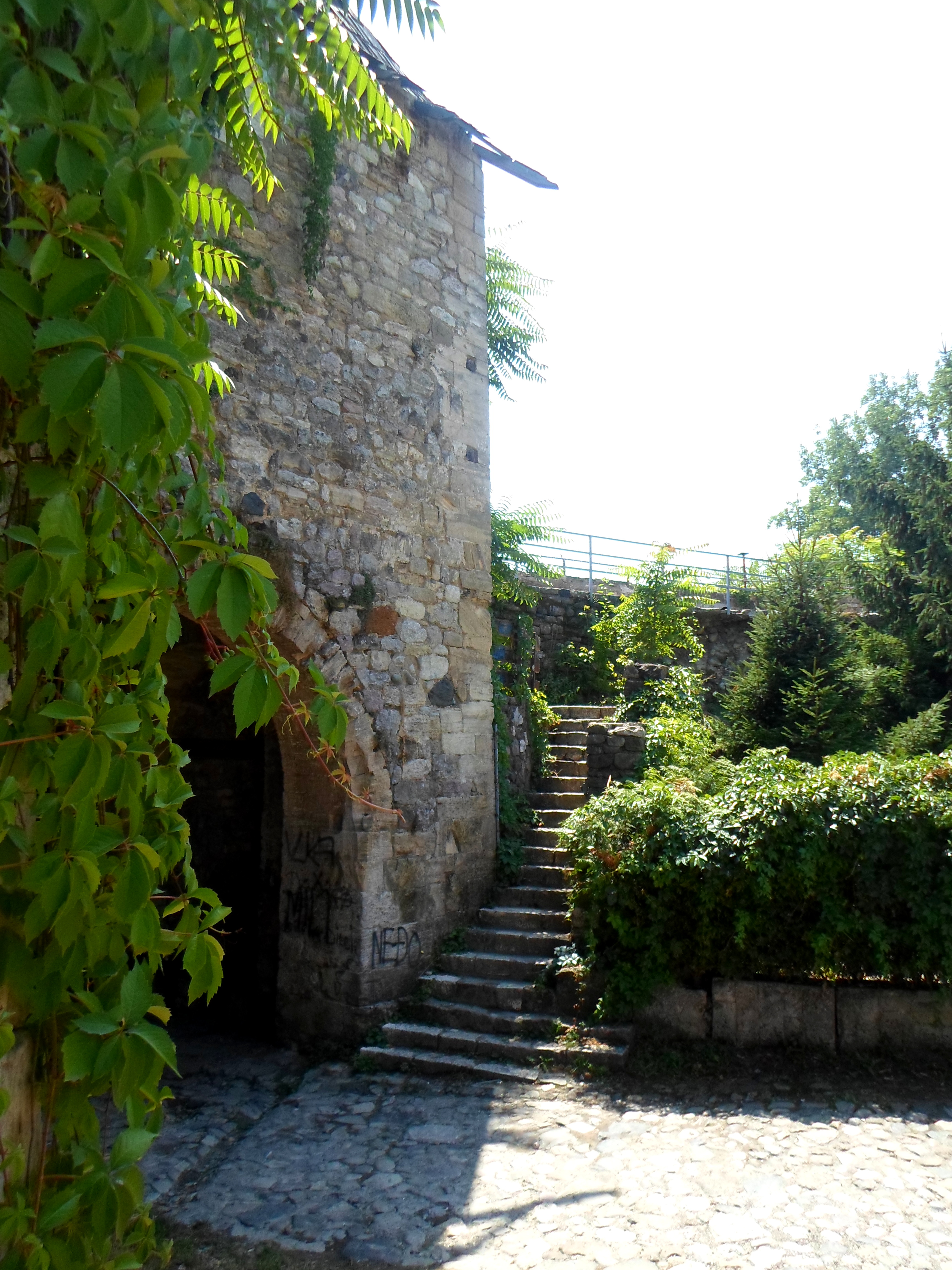
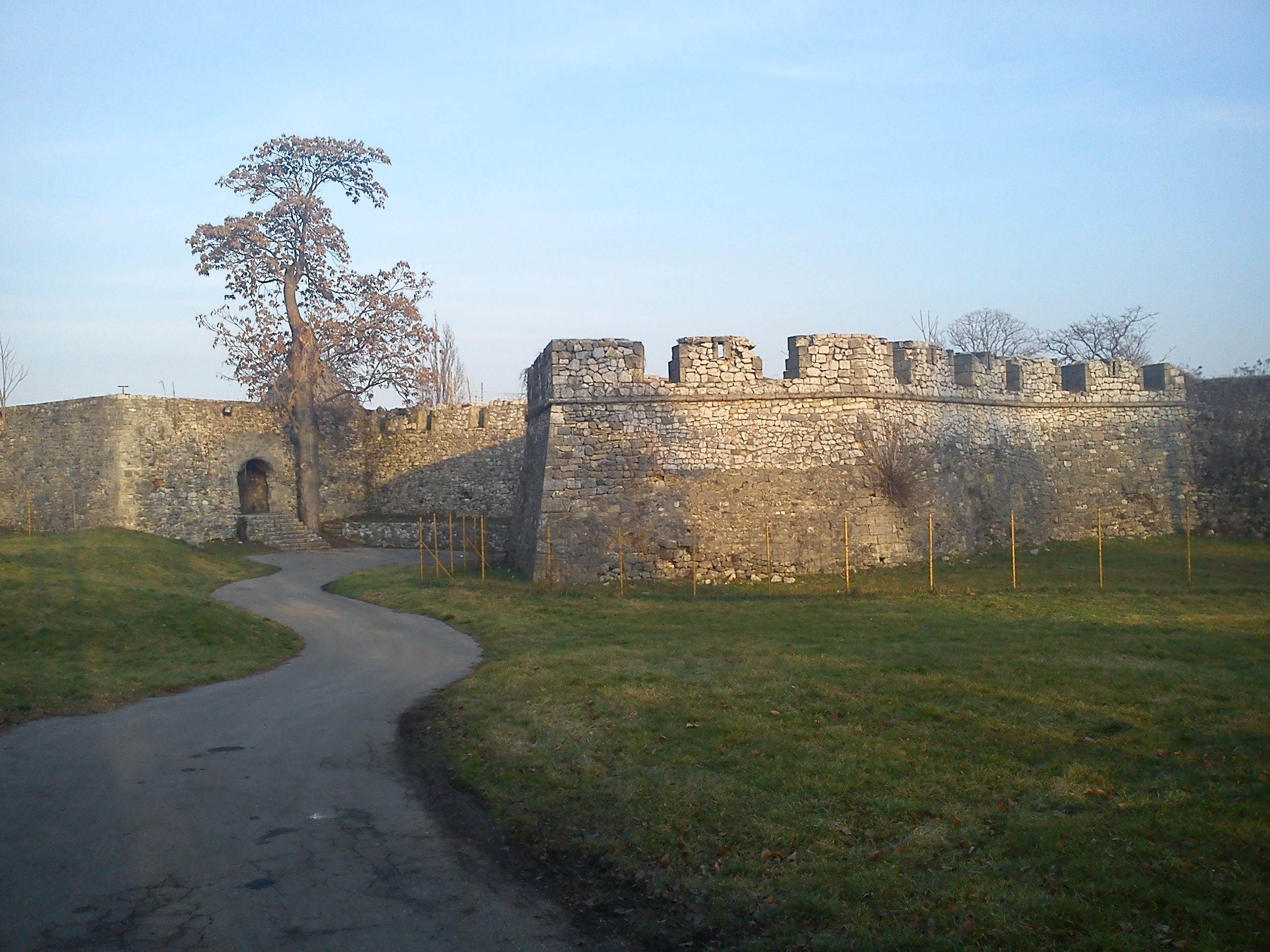
Strona zachodnia
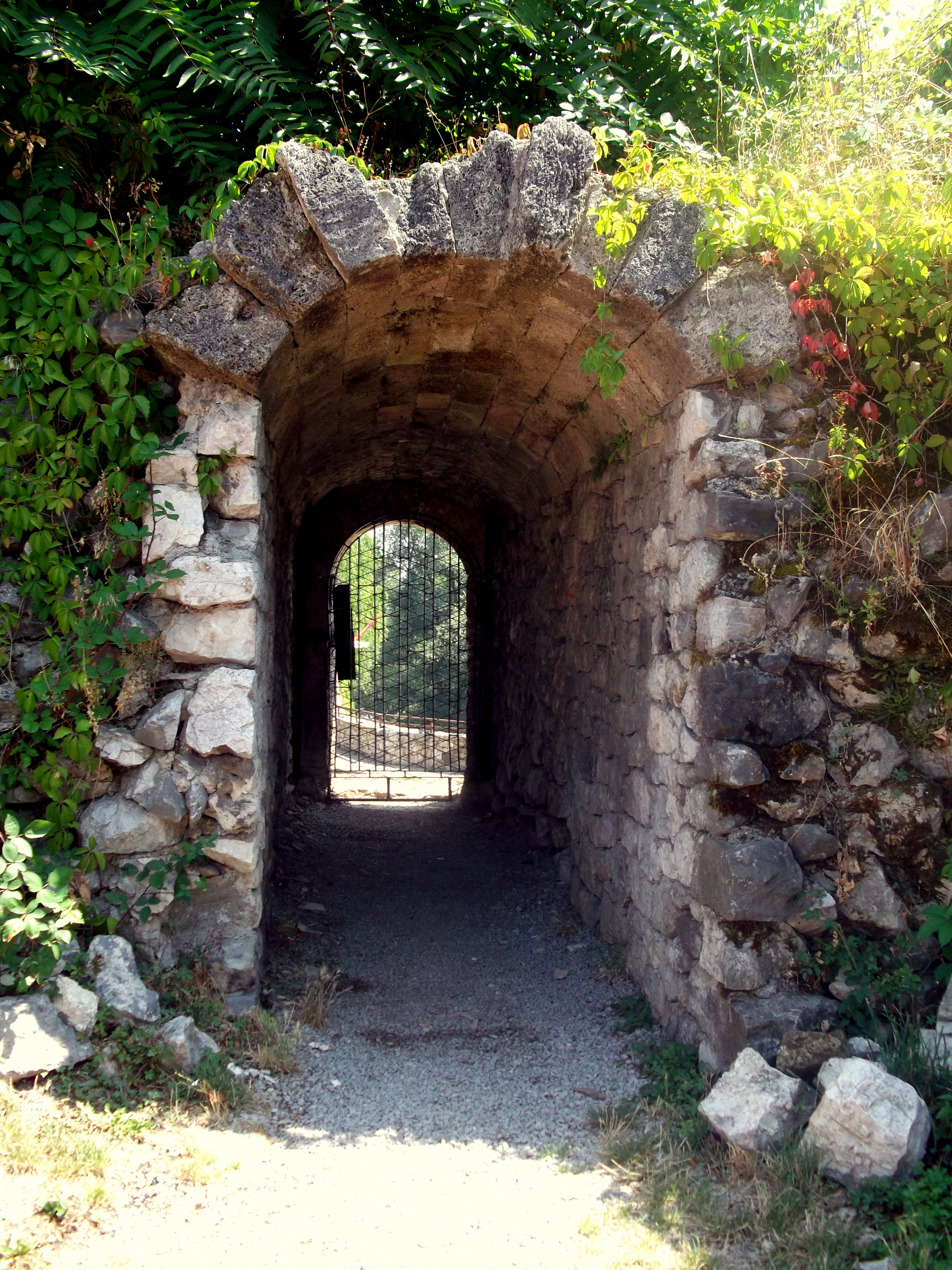
Wyjście z twierdzy nad rzekę Vrbas
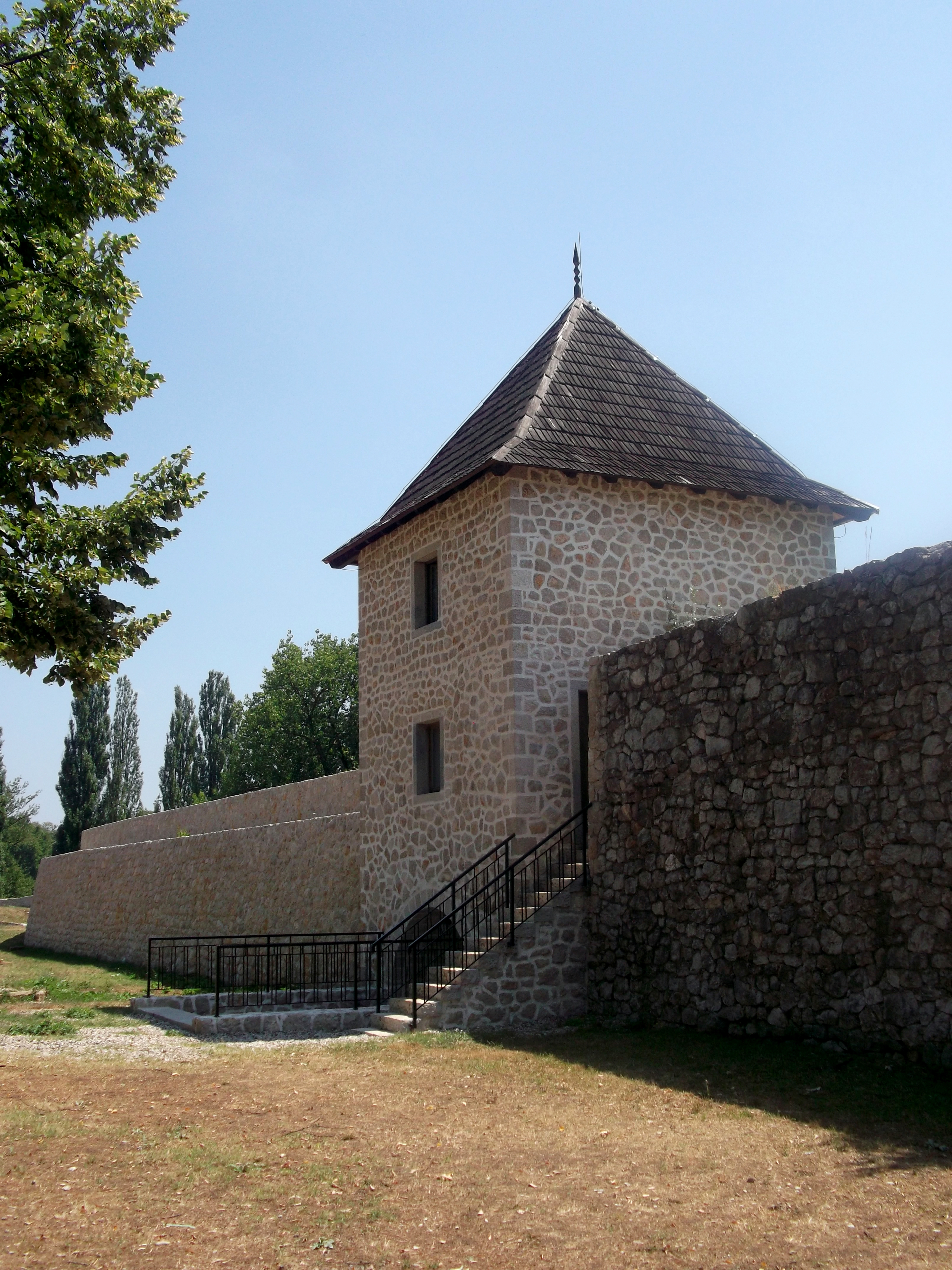
Zrekonstruowana stara część twierdzy
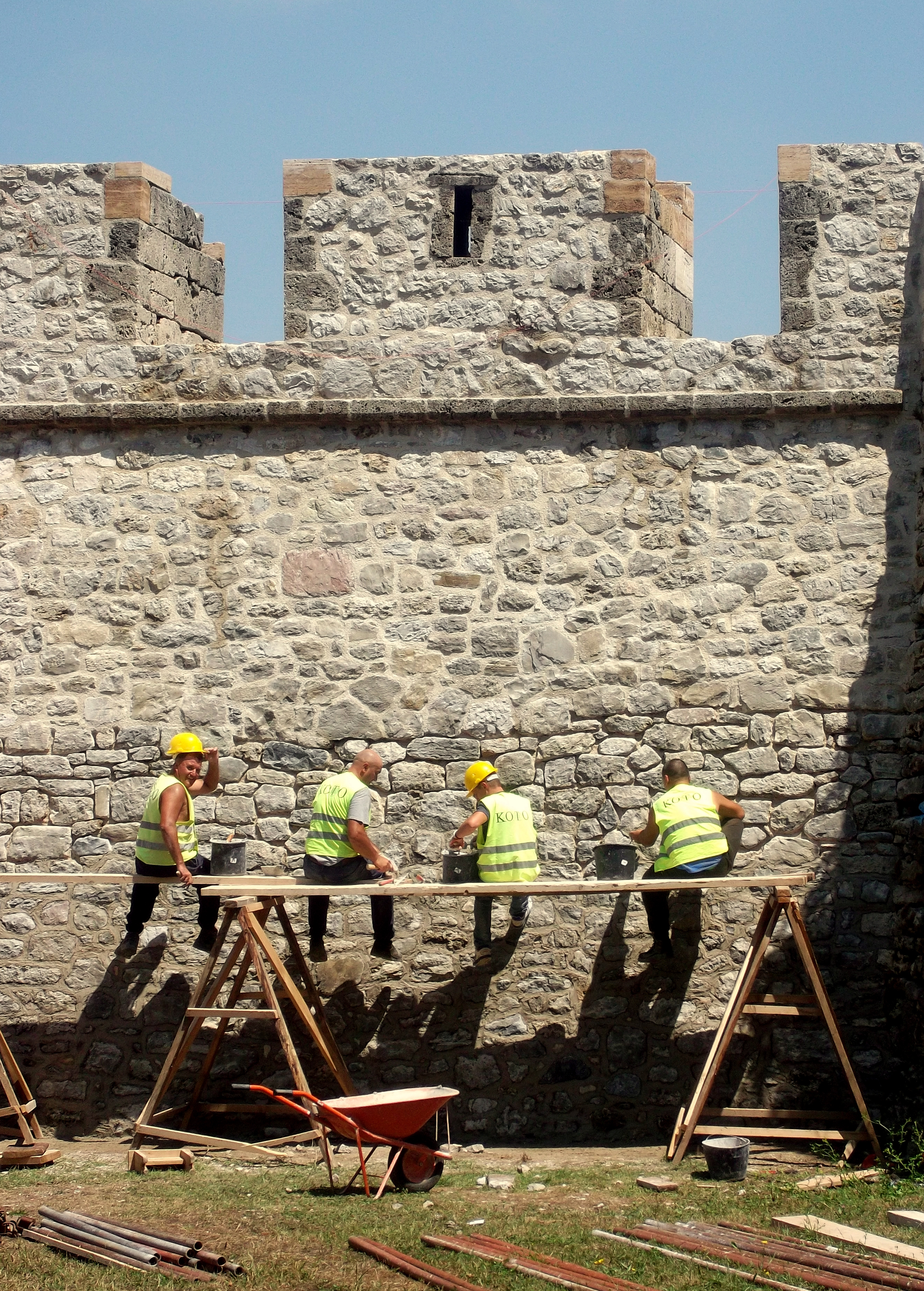
Prace rekonstrukcyjne
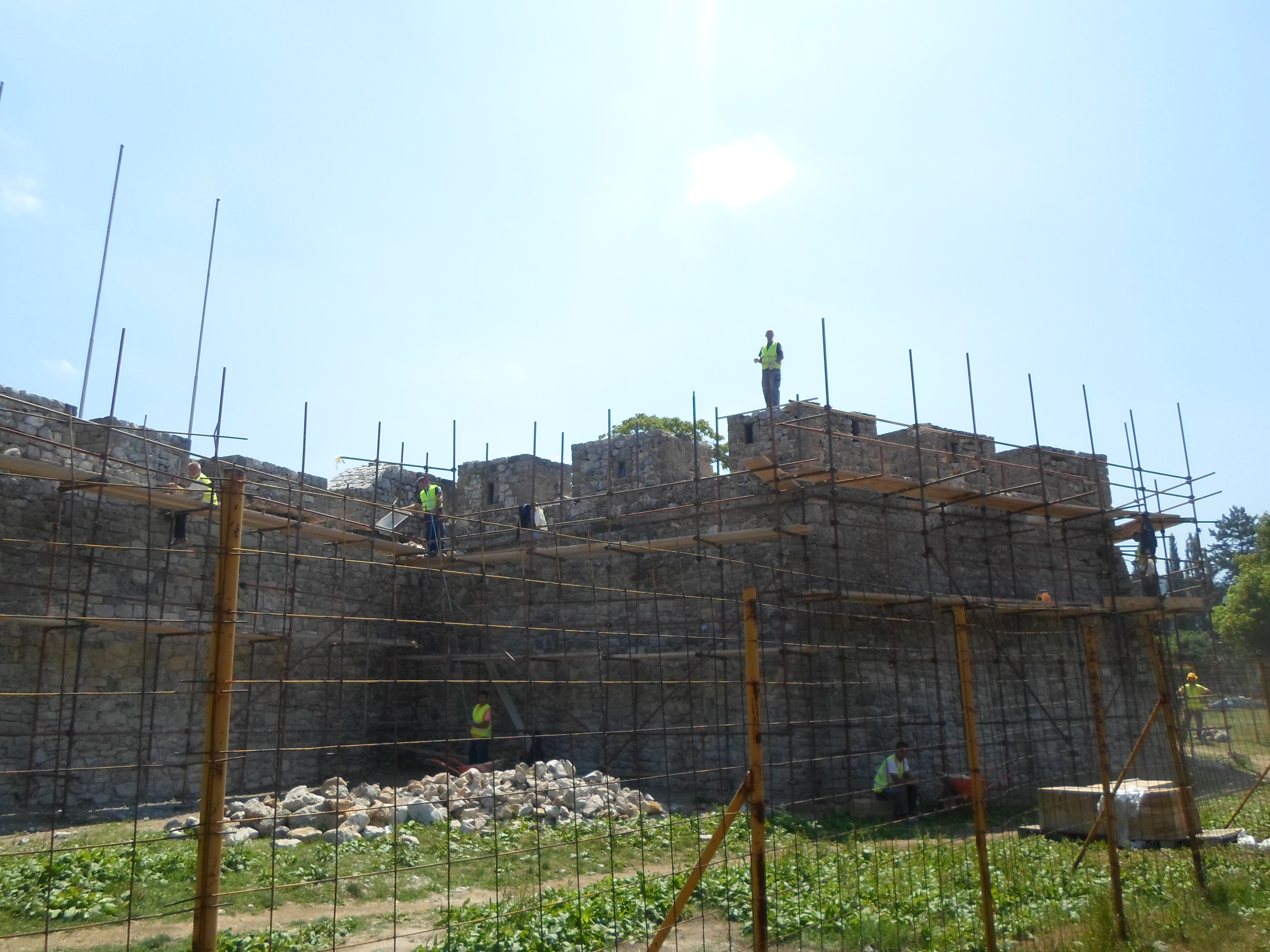
Prace rekonstrukcyjne
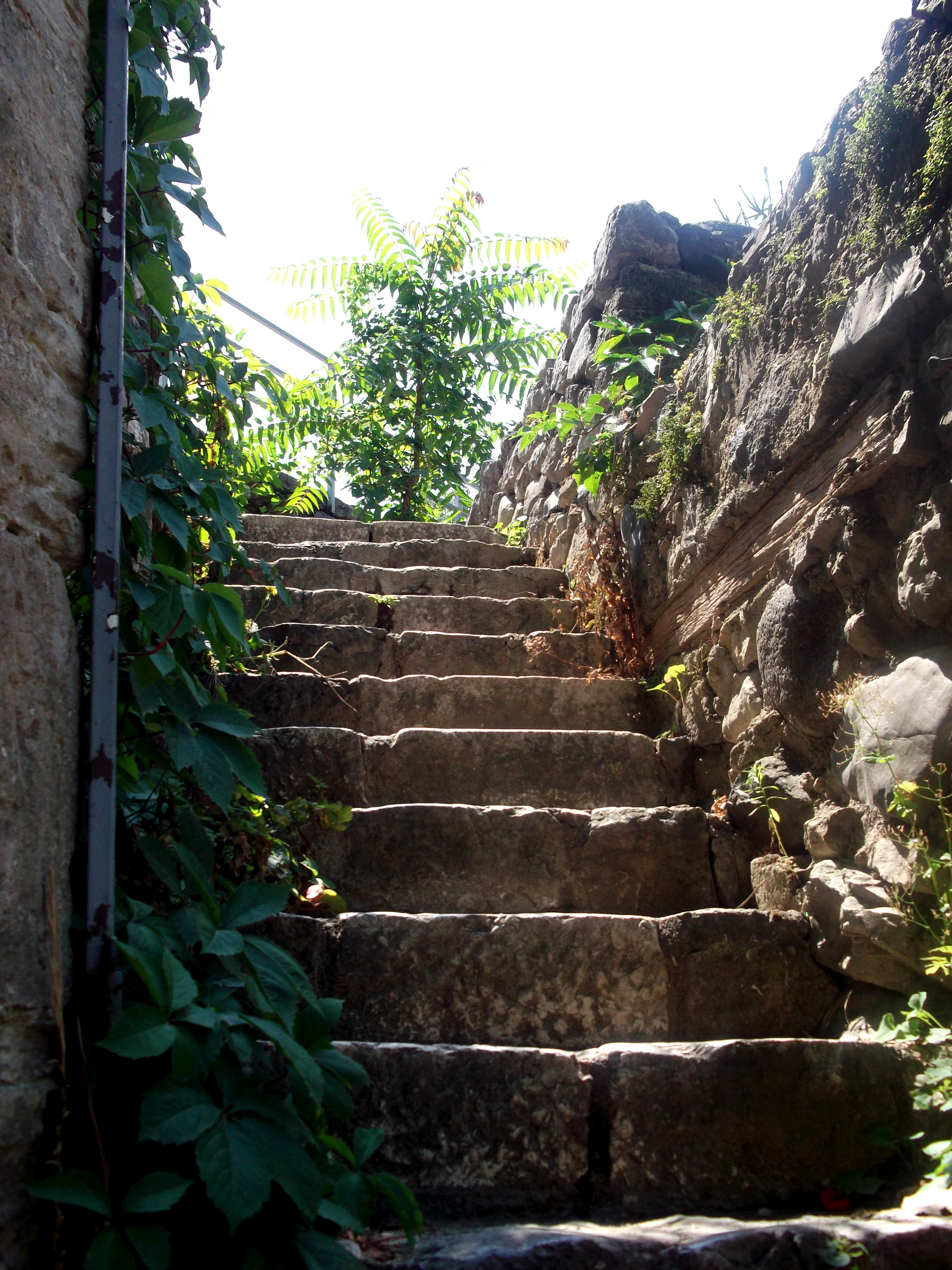
Schody wewnątrz twierdzy
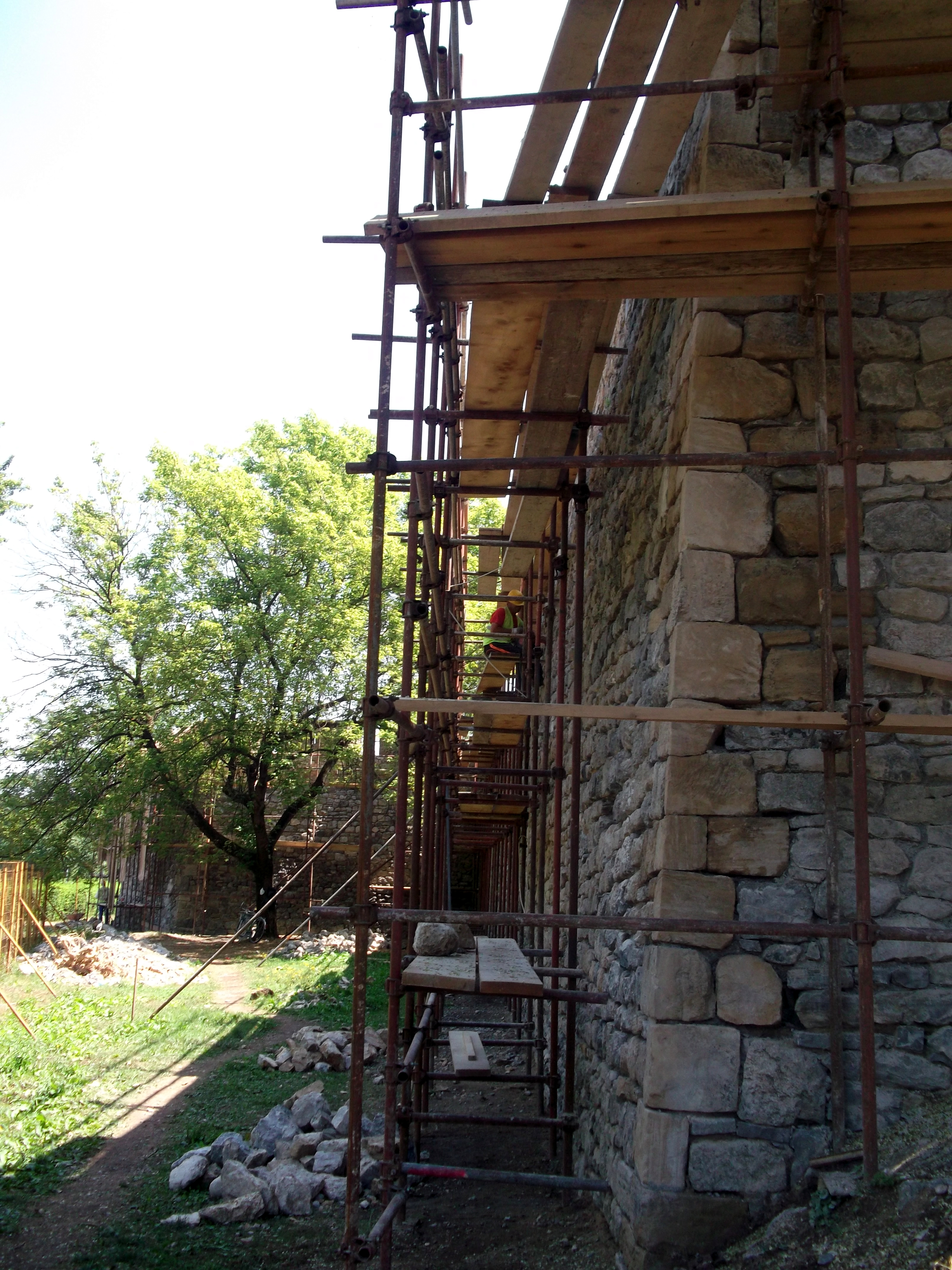
Mury zewnętrzne w trakcie rekonstrukcji
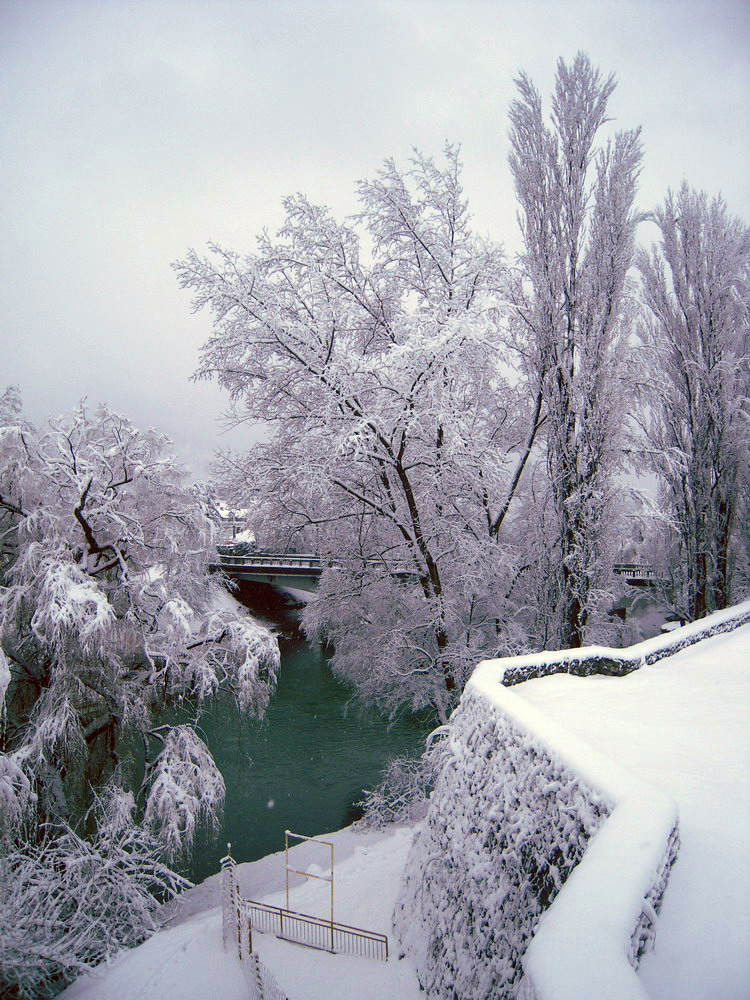
Zimą